# François de Crussol
François Ier de Crussol (1604-1680), duc d'Uzès, avait épousé :
1. Henriette de la Châtre
2. Marguerite d'Apchier, fille de Christophe comte d'Apchier, morte le 17 avril 1708.

Il assista au siège de Perpignan et contribua à l'annexion du Roussillon à la France (traité des Pyrénées). Le traité est signé le 7 novembre 1659 sur l'île des Faisans, sur le fleuve Bidassoa qui marque la frontière entre les deux royaumes dans les Pyrénées-Atlantiques. Philippe IV d'Espagne y est représenté par don Luis de Haro et Louis XIV par Hugues de Lionne.
François Ier de Crussol figura, avec la duchesse d'Uzès, au mariage du roi Louis XIV avec l'infante Marie-Thérèse sur les bords de la Bidassoa, en 1660.
Son fils aîné, Emmanuel II duc d'Uzès épousa Marie-Julie de Sainte-Maure, fille du duc de Montausier. Son fils cadet, Louis de Crussol-Florensac, † 1716, épousa en 1688 Marie-Louise-Thérèse de St-Nectaire-Lestrange-Cheylane. L'une de ses filles, Suzanne de Crussol d’Uzès, fut abbesse d'Yerres à partir de 1691. Accablée par le décès de sa mère et impuissante à résoudre les difficultés financières de l'abbaye, elle résigna sa charge en 1709 et se retira au couvent de Port-Royal de Paris, puis, dans les derniers mois de sa vie, au monastère du Précieux-Sang, rue de Vaugirard à Paris, où elle mourut le 12 janvier 1730 à l’âge de 73 ans.